# ヴァルグアルネーラ・カロペーペ
ヴァルグアルネーラ・カロペーペ（イタリア語: Valguarnera Caropepe）は、イタリア共和国シチリア州エンナ県にある、人口約7,600人の基礎自治体（コムーネ）。

## 地理

### 位置・広がり

#### 隣接コムーネ
隣接するコムーネは以下の通り。
- アッソロ
- エンナ
- ピアッツァ・アルメリーナ